# Garrulaxe de Rippon
Liocichla ripponi
Pour les articles homonymes, voir Ripon et Rippon.
Espèce
Le Garrulaxe de Rippon (Liocichla ripponi) est une espèce de passereaux de la famille des Leiothrichidae.

## Nomenclature
Son nom commémore le colonel et ornithologue britannique George Rippon.

## Répartition
Cet oiseau vit de manière disparate à travers le nord de l'Indochine et régions avoisinantes du sud de la Chine.

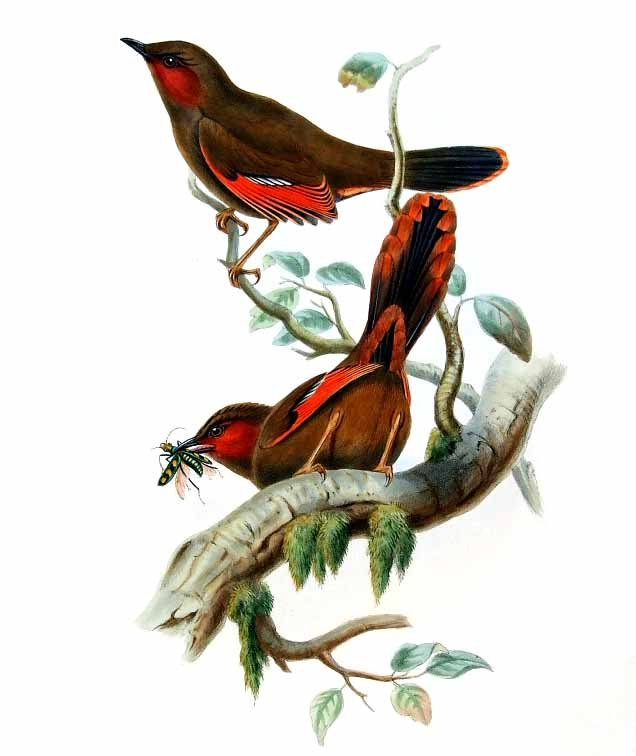
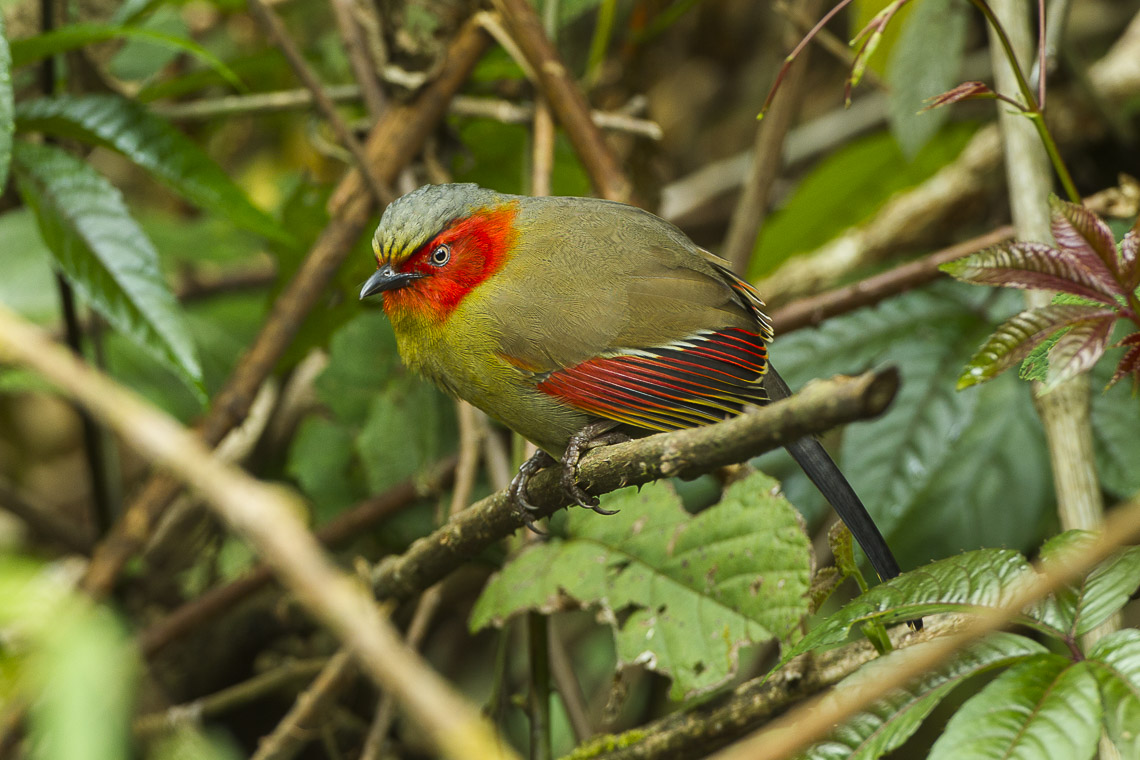
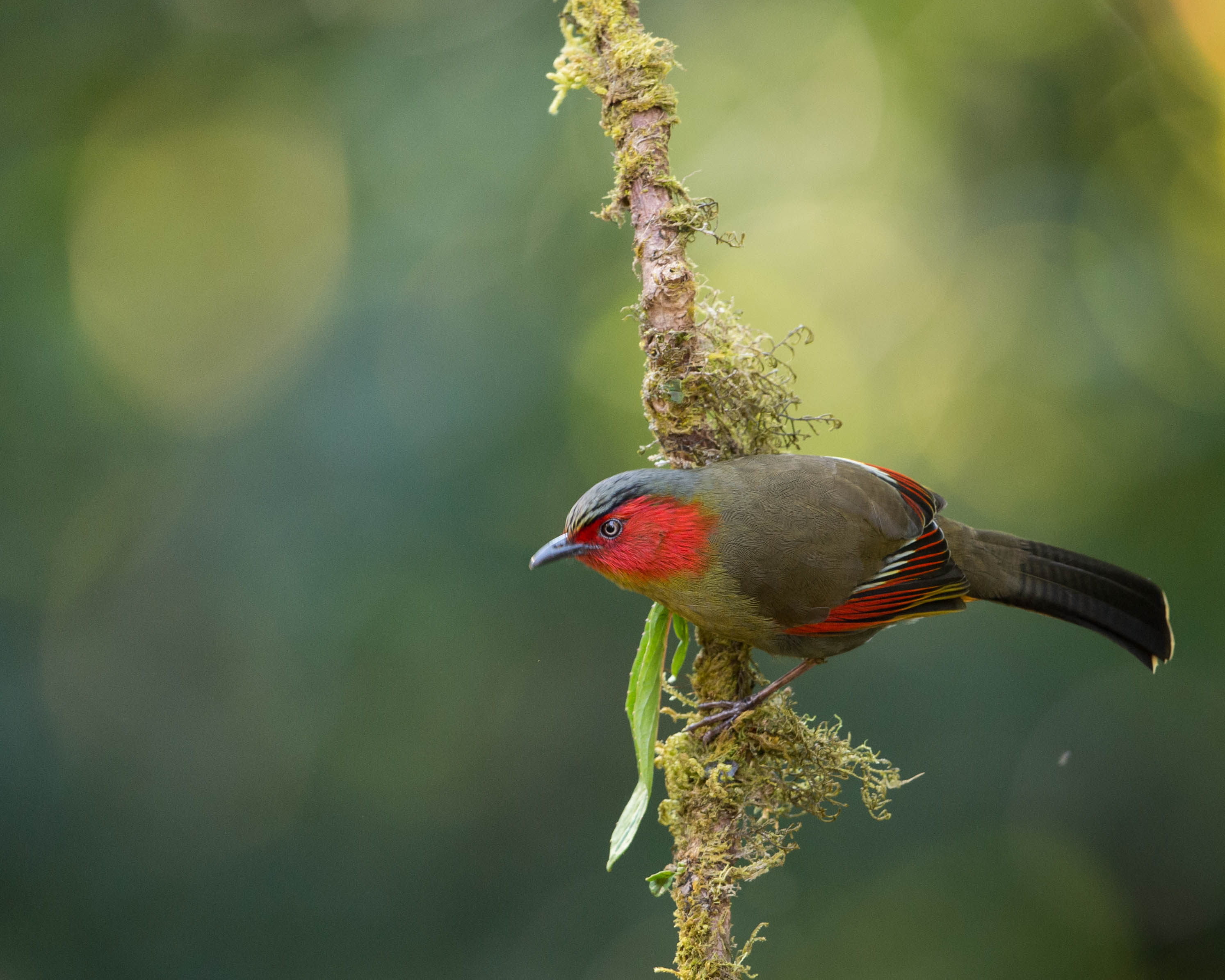

## Liste des sous-espèces
D'après la classification de référence (version 5.2, 2015) du Congrès ornithologique international, cette espèce est constituée des sous-espèces suivantes :
- Liocichla ripponi ripponi (Oates, 1900)
- Liocichla ripponi wellsi (La Touche, 1921)

## Publication originale
- Oates, 1900 : On a new species of Trochalopterum from the Shan States. Bulletin of the British Ornithologists' Club, vol. 1900, p. 10-11.